# 에스꼴라 알레그리아
에스꼴라 알레그리아(포르투갈어: ESCOLA ALEGRIA 이스콜라 알레그리아[*])는 대한민국의 삼바스쿨이다. 포르투갈어로 "기쁨의 학교"라는 뜻이다.
2006년에 설립된 에스꼴라 알레그리아는 브라질의 삼바스쿨을 모델로 만들어졌으며, 서울 홍대 인근에 위치해 있다.
인종과 국가에 구애 받지 않는 세계인들과 함께하는 그룹으로,
더 많은 사람들과 함께 북치고 노래하며 춤추고 축제하는 즐거운 일상을 만드려는 비전을 가지고 춤, 음악, 음식 등 브라질과 아프리카 문화를 한국에 소개해 오고 있다.
국내 브라질 및 아프리카 관련 단체들과 네트워크가 구축되어 있으며, 자체적으로 공연을 기획하여 직접 운영도 하고 있다. 또한 브라질이나 아프리카에서만 느낄 수 있는 문화들을 이 곳에서 직접 체험 해 볼 수 있다.
엠마누엘 사누와 아미두 발라니가 소속된 쿨레칸과 바투카다를 연주하는 바떼리아 에스꼴라 알레그리아, 호다 지 쌈바, 야시장 밴드 등의 팀이 소속되어 있다.
크고 작은 페스티벌 참여 및 댄스와 퍼커션 커뮤니티, 리허설, 워크숍, 파티, 공연 등 다양한 활동을 진행 중이다.

## 연혁

### 2006년
- 8월 기쁨의 삼바스쿨 에스꼴라 알레그리아 설립
- 12월 단독공연 ‘쌈바 따봉! 인생 따봉’ @쌈지 스페이스

### 2007년
- 1월 브라질 댄서 Sandra Lima 초청 워크샵
- 2월 서울 시립 청소년 직업 체험 센터 ‘하자센터’ - 레지던스 프로그램 진행
- 4월 서울 국제 여성 영화제 - 개막 공연
- 전주 국제 영화제 - 공연 및 퍼레이드 진행
- 5월 월드 DJ 페스티벌 - 폐막 공연
- 하이서울 페스티벌 공연
- 8월 KBS 윤도현의 러브레터 출연

### 2008년
- 3월 서울 문화 재단 사회공헌 프로젝트 ‘술보단 땀을!’ 선정
- 5월 전주 국제 영화제, 서울 환경 영화제, 다문화 축제 등 참여
- 6월 코티드부아르 댄서 Blase Gbato 초청 아프리카 댄스 워크샵 ‘만딩고’
- 7월 펜타포트 락 페스티벌 - 퍼레이드 진행
- 쿠바 댄서 Orielvis Padron 초청 쿠반 댄스 워크샵 ‘Feel The Rhythm’
- 12월 서울 디자인 페스티벌 공연

### 2009년
- 브라질 연수

### 2010년
- 7월 KEAF 한국실험예술제 - 퍼레이드 진행
- 8월 음악영화 상영 및 공연 프로그램 ‘노이찌’ 시작
- 9월 브라질 퍼커셔니스트 Valtinho Anastacio 워크샵 시작: 월드 퍼커션의 비밀
- 10월 FISHMAN and MORE FEELING FESTIVAL 공연
- 이태원 지구촌 축제 - 퍼레이드 진행

### 2011년
- 3월 ‘따봉! 브라질’ 페스티벌 개최
- 카포에이라 마스터 ‘Rogerio Teber’ 초청 워크샵
- 4월 기획공연 ‘따봉! 브라질 음악’ @상상마당 라이브홀
- 5월 제 3회 경기국제항공전 어리이날 이벤트 ‘프로펠러 퍼레이드’ 진행
- 춘천마임축제 공연 및 퍼레이드 진행
- 7월 레인보우 아일랜드 페스티벌 퍼레이드 진행
- KEAF 한국 실험 예술제 흥청망청 길바닥 파티 퍼레이드 진행
- 8월 펜타포트 락 페스티벌 퍼레이드 및 워크숍 진행
- 제 7회 제천 국제 음악 영화제 공연 및 워크숍 진행
- 11월 기획 공연 ‘one way ticket to bohemia’

### 2012년
- 1월 브라질 연수
- 6월 서울문화재단 선정 프로젝트 ‘남십자성이 보이는 또 다른 서울의 밤’ 주관
- 보쌈의 밤, 옥상 영화제 진행
- 7월 브라질 대사관 주최 공연 ‘Seoul of Brazil’ 공연
- 9월 기획 공연 ‘브라질 사운드 파티’, ‘10점만점 페이조아다 파티’ 진행
- 11월 서울대학교 글로벌 축제 진행
- 12월 기획공연 ‘one way ticket to bohemia’

### 2013년
- 3월 보사노바 공연 ‘Hello Bossanova’ 시작
- 4월 문화역서울 284 ‘Subculture Express 2013-여가의 새발견’ 행사 진행
- 강연, 댄스 워크숍, 밴드 및 바투카다 공연
- 5월 부평아트센터 주관 ‘2013 피크닉 콘서트-소소한 봄소풍’ 퍼레이드 및 공연
- 6월 브라질 촌동네 파티 ‘페스타 주니나 / Festa Junina’
- 레인보우 아일랜드 페스티벌: 퍼레이드 및 부스 프로그램 진행
- 8월 제 1회 브라질 문화 페스티벌 참여: 공연 및 부스 프로그램 진행
- 11월 제주도 감귤 박람회 바투카다 공연

### 2014년
- 2월 내부 프로그램 정기적으로 진행
- 금요일: 보사노바 공연 / 토요일: 페이조아다 파티, 브라질 사운드 파티, 아프리카 사운드 파티
- 3월 하자작업장학교 부르키나파소 무용수 엠마누엘 사누, 아미두 발라니 아프리카 댄스 및 음악 워크숍 진행
- 5월 부르키나파소 음악인 ‘Diabete Amidou’ 초청 젬베 및 발라폰 워크숍 진행,
- 무용수 ‘Emmanuel Sanou’ 초청 아프리카 댄스 워크숍 진행
- 레인보우 아일랜드 페스티벌: 퍼레이드 공연 및 부스 프로그램 진행
- 6월 브라질 촌동네 파티 ‘페스타 주니나 / Festa Junina’
- 파주 북 축제 바투카다 퍼레이드 공연
- 7월 국제 앰네스티와 함께하는 ‘모두가 행복해지는 쌈바!’ 참여
- 브라질 출신 삼바밴드 ‘PJ SAMBA’ 내한 공연
- 8월 펜타포트 락 페스티벌: 바투카다 퍼레이드, 밴드 공연 및 부스 프로그램 진행
- 10월 서울역 고가 개방 행사 바투카다 퍼레이드
- 12월 연말 파티 ‘기쁨의 용광로’ 기획 및 진행

### 2015년
- 3월 세종대로 보행전용거리 바투카다 퍼레이드
- 4월 서울 이랜드FC 홈경기 응원 퍼레이드 및 하프타임 쇼 진행
- 5월 군포 철쭉 대축제 ‘버스킹에 홀리다’ 바투카다 퍼레이드
- 6월 브라질 촌동네 파티 ‘페스타 주니나 / Festa Junina’
- 레인보우 아일랜드 페스티벌: 바투카다 퍼레이드 및 부스 프로그램 진행
- 8월 펜타포트 락 페스티벌: 무대공연, 바투카다 퍼레이드 및 부스 프로그램 진행
- 9월 뮤직런 평택 바투카다 퍼레이드
- 문화예술오픈스쿨 참여: 업사이클링 바투카다 워크숍 진행
- 10월 서울어린이대공원 ‘내가 그린 축제’ 워크숍&퍼레이드 공연
- 부천&시흥 사회적 경제 페스티벌 퍼레이드
- 경기도 생활체육 대 축전 퍼레이드
- 초록 산타 페스티벌 퍼레이드

## 소속 아티스트

### 쿨레 칸 (Koulé Kan)
서아프리카 부르키나파소 국적의 아티스트 엠마누엘 사누, 아미두 발라니 들이 만든 아프리카 전통 공연 팀.
현란하고 에너지 넘치는 아프리카 타악과 전통 춤으로 아티스트와 관객들 모두가 하나 되는 공연을 선사하고 있다.

### 바떼리아 에스꼴라 알레그리아 (Bateria Escola Alegria)
퍼레이드 공연을 주로 하고 있으며, 브라질리언 그루브를 바탕으로 삼바, 삼바레게, 아포쉐, 펑크 등 다양한 리듬을 연주한다.
브라질의 다양한 타악기 연주 및 춤과 노래도 함께하여 다양한 볼거리로 관객들을 이끌고 있다.

### 발치뉴의 호다 지 삼바 (Valtinho’s Roda de Samba)
세계적인 퍼커셔니스트 이자 보컬리스트인 발치뉴가 이끄는 팀으로, 브라질 퍼커션 (빤데에로, 수루두, 땀보린, 헤볼로, 쉐이커 등), 보컬, 까바끼뉴, 기타, 키보드 등 여러 가지 악기들로 구성되어 있다.
(호다 지 삼바: 둥그렇게 모여서 삼바를 하는 것을 의미. 무대에서 연주하고 객석에서 청중은 듣는 것이 아니라, 어떤 장소든 둥그렇게 모여서 함께 연주하고 노래하고 춤추면 사람들이 주위에 모여들어 다 함께 노래하고 춤추는 공연의 형태)

### 야시장 밴드
브라질 퍼커션, 보컬, 베이스, 기타, 키보드 등으로 구성되어 있으며 브라질의 포호 음악을 연주하는 밴드이다.
(포호 음악이란 브라질의 시골 장터 느낌이 물씬 풍기는 음악으로, 주로 살사 음악이나 스윙처럼 커플이 춤을 추는 댄스 음악.)
어렵지 않은 리듬의 음악으로 누구나 즐겁게 이 음악과 춤을 즐길 수 있으며, 주로 파티와 축제에서 연주를 해오고 있다.

## 워크숍

### 삼바 합창단
째즈 보컬리스트 시나가 진행하는 삼바, 보사노바, MPB 등 다양한 브라질의 노래를 함께 부르는 시간. 다양한 브라질 음악의 매력을 느껴 볼 수 있다.

### 바투카다
바투카다란 우리나라 풍물놀이처럼 많은 사람들이 여러 타악기를 연주하며 노는 것을 말하며, 브라질 카니발에서 많은 사람들이 연주하는 축제 음악이다.
브라질 뿐 아니라 전 세계에서 보편화 된 커뮤니티 형식.
사용되는 악기로는 수루두(Surdo), 까이샤(Caixa), 헤삐끼(Repique), 땀보림(Tamborim), 슈깔류(Chucalho), 꾸이까(Cuica), 아고고(Agogo), 침바우(Timbal) 등이 있으며 선택한 악기와 연주할 리듬을 익히고 화음과 브레이크 등을 이용해 음악을 함께 연습 하고 있다.
주로 하는 리듬은 삼바(Samba), 이제샤(Ijexa), 삼바레게(Samba Reggae), 펑크(Funk) 등이다.

### 아프리카 댄스
부르키나 파소 무용가 엠마누엘 사누가 진행하며, 뮤지션 아미두 발라니의 라이브 연주가 함께 한다.
머리 끝부터 발끝까지 온 몸을 움직여서 추는 춤이며, 큰 동작과 에너제틱한 안무로 주로 이뤄져있다. 사람들과 음악에 정신없이 춤을 추다보면 어느새 땀에 흠뻑 젖어있고, 순수한 카타르시스를 느끼고 있는 자신을 발견하게 될 것이다.
모든 춤은 그 자체만으로도 운동효과가 있다. 하지만 아프리카 댄스는 사람들이 잘 쓰지 않은 근육을 느끼게 해 준다. 그리고 온몸으로 전해지는 북의 진동은 춤추는 이들에게 지칠줄 모르는 에너지를 제공한다.

### 포르투갈어수업
브라질에서 온 두명의 선생님, 메리와 에리카가 진행하며, 회화 위주의 수업으로 실제 브라질에서 많이 쓰이는 표현 뿐만 아니라 브라질 문화까지 함께 배워 볼 수 있다.

### 삼바 댄스
기본 삼바 스텝 (samba no pe) 뿐만 아니라, 아프로 브라질리안 댄스 스타일까지 배워볼 수 있다. 남녀노소 누구나 참여 가능하다.

### 아프리카 뮤직 오케스트라
부르키나 파소 뮤지션 아미두 발라니가 진행하는 서아프리카 악기 및 리듬 워크숍.
둔둔, 젬베, 바라, 타마니, 발라폰, 마라카스 등의 다양한 악기 들과 함께 서아프리카의 다양한 리듬을 연주 한다.
악기를 처음 연주 해 보는 사람부터 아프리카의 리듬이 궁금한 연주자까지 모두 참여 가능하다.

## 공연&파티

### 10점 만점 페이조아다 파티 (Nota 10! Feijoada Party)
브라질의 대표 음식중 하나인 페이조아다를 먹고, 삼바 음악과 함께 춤추며 즐기는 파티이다.
페이조아다 란 푹 삶은 콩에 갖가지 고기와 양파, 마늘 등이 들어간 브라질 요리이다. 많은 고기와 콩이 들어있어 영양분이 풍부한 음식이다.
브라질 출신인 세계적인 뮤지션 발치뉴가 이끄는 발치뉴의 호다지삼바 공연이 함께 하는데, 이 공연에서는 다채로운 타악기들이 연주하는 신나는 삼바 리듬과 보컬 및 기타선율이 어우러진 아름다운 멜로디의 노래들을 즐길 수 있다.

### 브라질 촌동네 파티 페스타 주니나 (Festa Junina)
추수 감사절의 의미도 함께 담고 있는, 6월에 열리는 브라질의 대표적인 축제.
브라질 북동부 쪽에서 특히 성대하게 열리며, 모닥불을 피우고 불꽃놀이 등 다양한 불놀이와, 포홀라고 불리는 커플댄스, 꽈드링냐라 불리는 군무(모든 사람들이 원을 두르거나 일렬로 함께 추는 춤)을 추면서 밤새도록 다양한 음식과 술을 먹고 마시며 즐겁게 노는 축제이다.
브라질 말로 까이삐라(Caipira)라고 불리는 시골 처녀 총각 (컨츄리 / 촌뜨기)패션을 입고 옥수수 등 이 시기에 수확되는 곡물로 된 요리를 만들어 먹는다.

### 서아프리카 요리와 함께하는 아프리카 음악의 밤
서아프리카의 대표 음식인 땅콩 소스와 치킨이 들어간 스튜 티게디게나와 아프리카 공연 팀 쿨레칸의 공연까지 볼 수 있는 파티.
1부와 2부로 나눠져 있으며, 1부는 비교적 잔잔한 음악들로 감동을 느낄 수 있고 2부는 신나는 음악들로 함께 춤을 추며 파티를 즐길 수 있다.
또한, 히비스커스 꽃잎으로 만든 아프리카 칵테일 비삽도 맛 볼 수 있다.

### 헬로 보사노바 Hello Bossanova
보컬 시나, 드럼 오종대, 베이스 최성환, 피아노 박종현으로 구성된 브라질리안 재즈 밴드 시나&나나사이가 진행하는 공연.
공연 뿐 아니라 슈하스코와 까이삐링냐 등 브라질 음식 또한 즐길 수 있다.

### One way Ticket To Bohemia
에스꼴라 알레그리아의 모든 팀이 출연하는 연말 공연.

## 기사 (참고자료)
- 5人에게 브라질을 묻다③ 에스꼴라 알레그리아 - 연합뉴스
- 황인선의 컬쳐톡톡 '기쁨의 학교' 서울 문화의 밤 - 중앙일보
- 월드컵 상파울루 말춤, 홍대 삼바…DNA가 닮았다 - 아시아경제